# Hispodonta bifasciata
Hispodonta bifasciata là một loài bọ cánh cứng trong họ Chrysomelidae. Loài này được Gestro miêu tả khoa học năm 1906.